# Châteaumeillant
Châteaumeillant ist eine französische Gemeinde mit 1.666 Einwohnern (Stand 1. Januar 2022) im Département Cher in der Region Centre-Val de Loire. Sie gehört zum Kanton Châteaumeillant im Arrondissement Saint-Amand-Montrond.

## Geographie
Châteaumeillant liegt etwa 60 Kilometer südsüdwestlich von Bourges an der Grenze zum benachbarten Département Indre. Durch das Gemeindegebiet verläuft der Fluss Sinaise und seine Zuflüsse Goutte Noire und Sept Fonds. Umgeben wird Châteaumeillant von den Nachbargemeinden Beddes im Norden, Saint-Jeanvrin im Nordosten, Saint-Maur im Osten, Saint-Saturnin im Südosten, Lignerolles im Süden, Urciers im Südwesten, Néret im Westen sowie Vicq-Exemplet Nordwesten.

## Geschichte
In der Frühzeit war der Ort ein Oppidum namens Mediolanum. Entsprechende Belege wurden bei Bauarbeiten im 19. Jahrhundert gefunden. Neben Gräbern, Brunnen, Münzen sowie anderen Gebrauchsgegenständen fand man fast 300 Amphoren aus der Zeit des 1. Jahrhunderts vor Christus. Die Amphoren waren seinerzeit zum Transport von italienischem Wein bestimmt. Eine große Sammlung dieser und anderer regionaler Fundstücke aus der Frühzeit ist im örtlichen, in einem historischen Gebäude untergebrachten Archäologischen Museum Emile Chenon ausgestellt.
Im Mittelalter war die Ortschaft ein Priorat der Abtei Déols und zugleich eine wichtige Feste zur Verteidigung der Südgrenze des Berry.

### Bevölkerungsentwicklung
| Jahr                       | 1962 | 1968 | 1975 | 1982 | 1990 | 1999 | 2007 | 2016 |
| -------------------------- | ---- | ---- | ---- | ---- | ---- | ---- | ---- | ---- |
| Einwohner                  | 2594 | 2528 | 2429 | 2186 | 2081 | 2058 | 2088 | 1856 |
| Quellen: Cassini und INSEE |      |      |      |      |      |      |      |      |

## Sehenswürdigkeiten

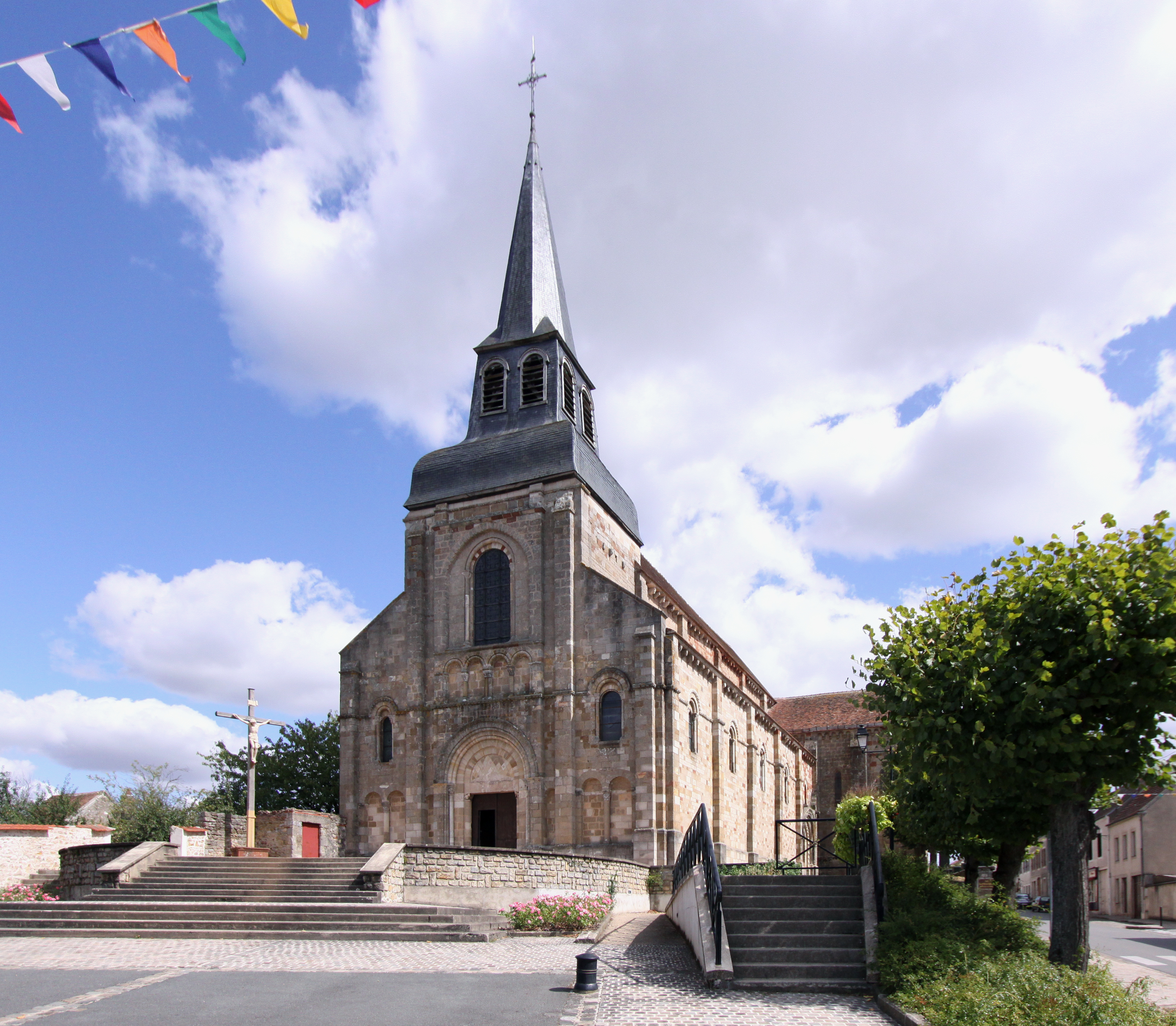
Romanische Kirche Saint-Genès

Siehe auch: Liste der Monuments historiques in Châteaumeillant
Um 1115 wurde die Kirche Saint-Genès errichtet, heute ein eindrucksvolles, überregional bekanntes romanisches Baudenkmal. Im Innenraum sind die Säulen in der Apsis und in den Seitenkapellen von besonderem Interesse. Die Verzierungen der Kapitelle beziehen sich auf religiöse Themen und Personen der Kirchengeschichte, oder sie zeigen pflanzliche Motive. Beeindruckend ist auch die Höhe des Kirchenschiffes. Eine Eichenholzdecke ersetzt allerdings das ursprüngliche Gewölbe und die Kuppel über der Vierung. Der Altar, der die Bundeslade symbolisiert, ist eine Neuschöpfung aus dem Jahr 1989.
Die westliche Kirchenfassade ist typisch für den Berry. Jedoch fiel der ursprüngliche Giebel dem 1857 errichteten Turm zum Opfer.

## Weinbaugebiet Châteaumeillant
Das Weinbaugebiet Châteaumeillant erhielt am 18. Februar 1965 den Status eines Vin Delimité de Qualité Supérieur. Der nach der gleichnamigen Gemeinde benannte Bereich mit rund 100 Hektar bestockter Rebfläche liegt am oberen Lauf der Loire. Die Rebflächen verteilen sich auf die Gemeinden Reigny, Saint-Maur, Vesdun, Champillet, Feusines, Néret und Urciers und befinden sich an Hanglagen auf einer Höhe von 250 bis 300 m ü. NN.
Es werden hauptsächlich Rotwein und Roséwein aus den Rebsorten Gamay, Pinot Noir und Pinot Gris hergestellt. Die mittlere Produktionsmenge liegt bei 4000 hl/Jahr.
Die Rotweine sind leicht und frisch. Die Roséweine, die häufig als Vin gris (Kelterung ohne Maischegärung) aus der Gamay-Traube produziert werden, verfügen über eine ausgeprägte Säure und sind fruchtig. Beide Weintypen sollten jung getrunken werden.